# ダグフィン・フェレスダール
ダグフィン・フェレスダール（Dagfinn Føllesdal, 1932年6月22日 - ）は、スタンフォード大学クラレンス・アーヴィング・ルイス名誉教授、オスロ大学名誉教授。

## 経歴
1932年、ノルウェーのエストフォル県アッシムで生まれた。オスロ大学で学士号と修士号を取得した後、ハーバード大学に入学し、ウィラード・クワインの指導のもと1961年に博士号を取得した。
1961年から1964年までハーバード大学で教鞭をとり、1969年にスタンフォード大学に着任した。
現在、ノルウェーのターヌム在住。敬虔なカトリック信者である。定期的にオリエンテーリング（スポーツ）を行っている。

### 委員・会員
- ノルウェー言語文学アカデミー（英語版）[4]
- ノルウェー科学文化アカデミー（英語版）[5]
- スウェーデン王立科学アカデミー[6]
- アメリカ芸術科学アカデミー[7]

## 研究内容・業績
言語哲学、現象学、実存主義、解釈学に関する著作がある。ウィラード・クワインの薫陶を受け、翻訳の不確定性についての議論を主導してきた。

## 著作
- Referential Opacity and Modal logic. Oslo: Universitetsforlaget, 1966
- "Quine on Modality." Synthese (December 1968), 19(1-2):147-157.
- "Husserl's Notion of Noema." Journal of Philosophy (October 1969), 66(20):680-687.
- "Indeterminacy of Translation and Under-Determination of the Theory of Nature." Dialectica (1973), 27:289-301.
- "Essentialism and Reference." In Lewis Hahn, ed., The Philosophy of W. V. Quine, pp. 97–115. La Salle: Open Court, 1986.
- "Indeterminacy and Mental States." In Perspectives on Quine. Oxford & Cambridge, Mass.: Blackwell, 1990.
- "In What Sense Is Language Public?" In Paolo Leonardi, ed., On Quine: New Essays. New York & Cambridge: Cambridge University Press, 1995.
- "Absorbed Coping, Husserl and Heidegger." In Mark A. Wrathall and Jeff Malpas, eds., Heidegger, Authenticity, and Modernity: Essays in Honor of Hubert L. Dreyfus, Volume 1, pp. 251–257. Cambridge, Mass.: MIT Press, 2000.